# 佐藤暢 (地質学者)
佐藤 暢（さとう ひろし）は、日本の地球科学者。筑波大学第一学群自然学類（地球科学主専攻）卒業、博士（理学）。青森県出身。

## 経歴
2005年、専修大学経営学部助教授。2015年、専修大学経営学部教授。

## 著書

### 単著
- 佐藤 暢『地球の科学―変動する地球とその環境』北樹出版、2013年10月。ISBN 978-4-7793-0394-4。
  - 佐藤 暢『地球の科学―変動する地球とその環境』（改訂版）北樹出版、2017年10月。ISBN 978-4-7793-0552-8。

### 編著
- 佐藤 暢 著「人類と自然環境のかかわりを考える」「人類の進化と地球環境」、井上 幸孝（共編） 編『人間と自然環境の世界誌 知の融合への試み』専修大学出版局〈SI Libretto〉、2017年3月。ISBN 978-4-88125-309-0。